# Alfons Goppel-Stiftung

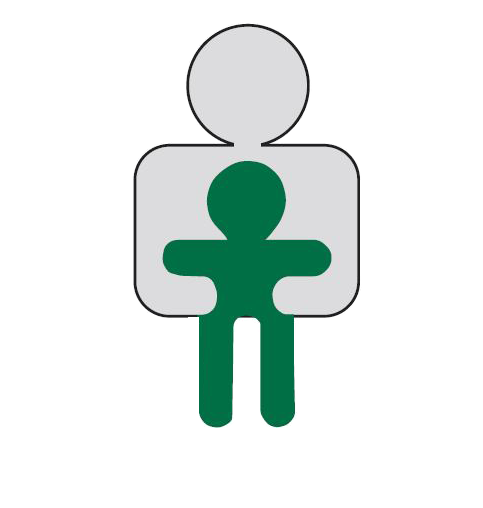
Logo der Alfons Goppel-Stiftung

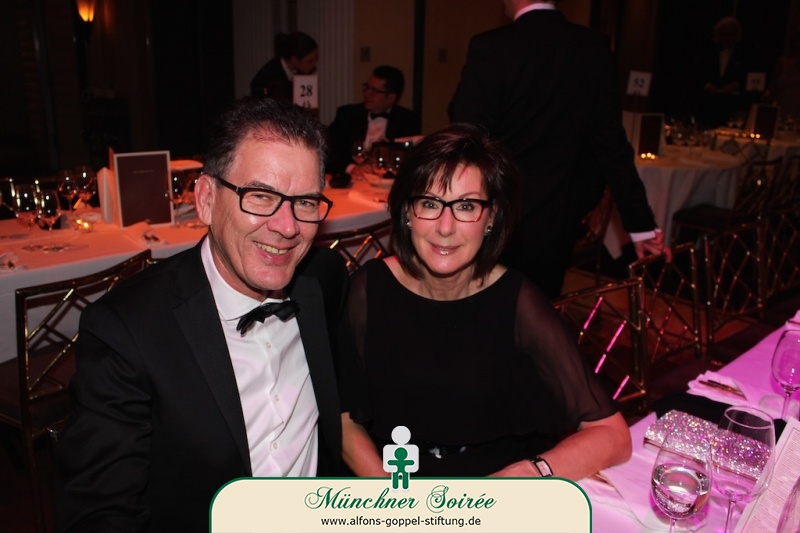
Schirmherr Gerd Müller mit Ehefrau

Die Alfons Goppel-Stiftung mit Sitz in München unterstützt seit 1980 Kinder in Entwicklungsländern mit Patenschaften und (Sonder-)Spenden. Der Schwerpunkt der Entwicklungshilfe ist Bildung. Zusammen mit ehrenamtlichen Helfern, Schulen, kirchlichen Einrichtungen, politischen Vertretern (u. a. Thomas Goppel und Angelika Niebler) und einem Förderverein werden verschiedene Hilfsprojekte unterstützt. Mit Patenschaften ermöglicht die Stiftung den Kindern den mit Kosten verbundenen Schulbesuch. Das stellt nicht nur eine nachhaltige Form der Hilfe dar, sondern schafft persönlichen Kontakt zwischen Patenkind und Pateneltern. Der Fokus der Bildungshilfe liegt auf Südamerika, da die Kultur der bayerischen am nahestehendsten ist. Ecuador ist seit Gründung der Stiftung das größte Projekt.

## Namensgeber
Altministerpräsident Alfons Goppel ist Namensgeber der Stiftung. Reisen eröffneten ihm den Hilfsgedanken, Kindern in Entwicklungsländern eine strukturierte Zukunft und ein Zuhause zu ermöglichen. Auch nach seinem Tod 1991 wird die Stiftung  von Mitgliedern der Familie und dessen Kindern (Ludger und Thomas Goppel und Enkel Gertrud, Martin und Alfons Goppel jun.) weitergeführt.

## Vorstandschaft und Stiftungsrat
Der Stiftungsvorstand (Gerhard Hess und Alfons Goppel jun.) ist für die Geschäftsführung verantwortlich und vollzieht die Beschlüsse des Stiftungsrates.
Der Stiftungsrat, dessen Mitglieder u. a. Angelika Niebler, Günther Fach, Claus Hipp, Harald Schultes, Gerald Kurz sowie Mitglieder der Familie sind, überwacht die Geschäftsführung des Stiftungsvorstandes.

## Geschichte
Am 8. Januar 1980 wurde die Stiftung mit einem Grundstockvermögen von 200.000 DM gegründet und begann ihre Arbeit in Ecuador und Paraguay.
In Ecuador war bereits vor Gründung der Stiftung dank der vielen Reisen des Namensgebers ein Netz aus Kirche und ehrenamtlichen Helfern mit 180 Patenkindern entstanden. Heute betreut die Stiftung über 10.000 Patenkinder. In Zusammenarbeit mit Fördermitteln des Bayerischen Staatsministeriums für Ernährung, Landwirtschaft und Forsten ermöglichte die Stiftung in den Gründerjahren der Stiftung zudem den Bau einer Landwirtschaftsschule in der trockenen Chaco-Region mitten in Paraguay. Über 30 Jahre hinweg wurden junge Fachkräfte aus Paraguay zur Ausbildung nach Bayern „geholt“, um nach zwei oder drei Jahren als fachlich qualifizierte Ausbilder wieder nach Paraguay zurückzukehren und an der landwirtschaftlichen Bildungsstätte und für ihre Region zu wirken.
Im Jahr 1990 erweiterte die Stiftung ihre Hilfsprojekte auf Brasilien und Peru.

## Veranstaltungen

### Benefizball

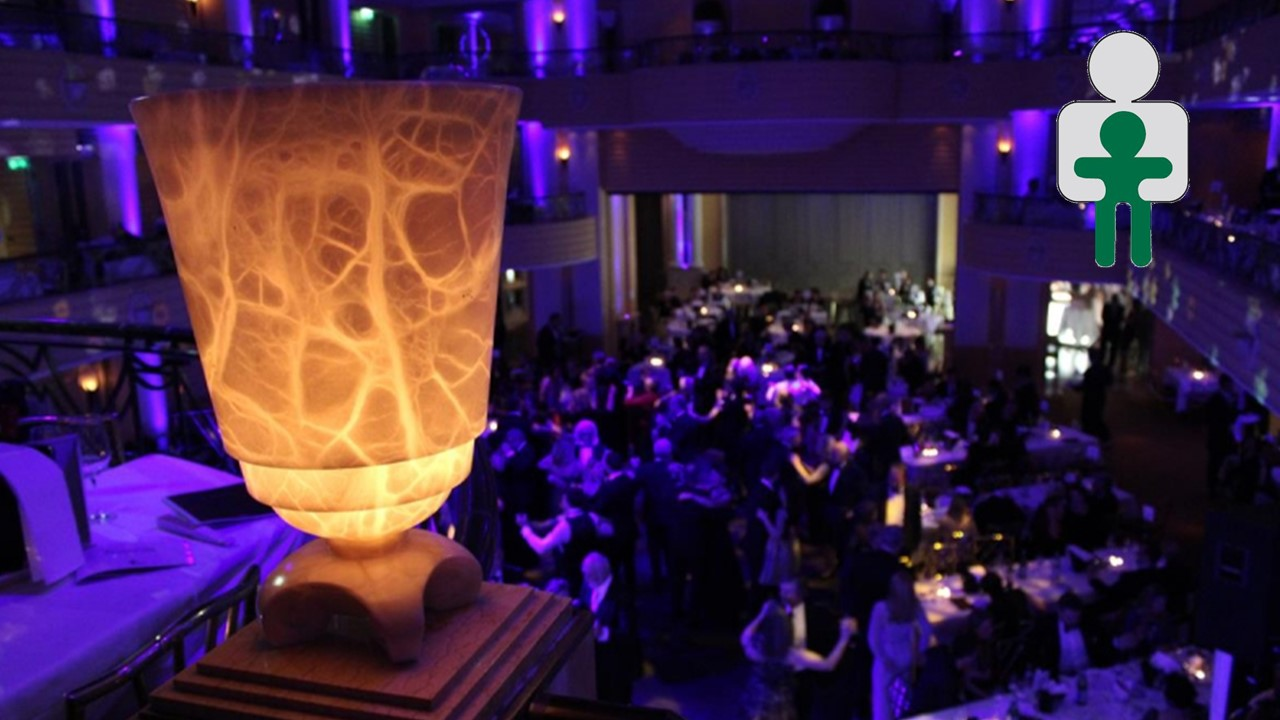
Münchner Soirée

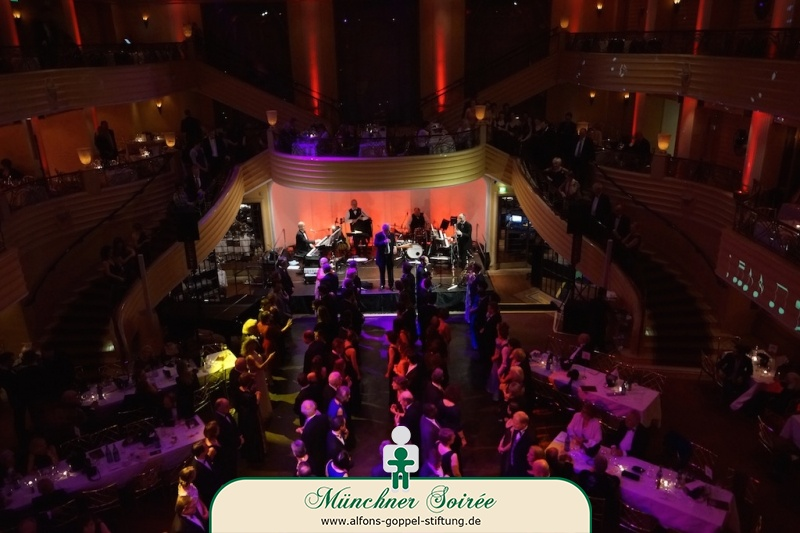
Münchner Française auf der Münchner Soirée durch Tanzmeister Thomas Goppel

Die „Münchner Soirée“ ist der Benefizball der Stiftung im Festsaal des Hotels „Bayerischer Hof“. Mit namhaften Showeinlagen, wie der Altneihauser Feierwehrkapell’n, Anna Maria Kaufmann, den Nostalphonikern, MEMEZA, Vertretern des Deutschen Fernsehballetts sowie Einlagen des Circus Krone wird jedes Jahr etwas Neues geboten. Gäste aus der Politik, Wirtschaft und Wissenschaft sowie aus dem Haus Wittelsbach waren zu Gast. Auch die deutsche Nachwuchskünstlerin Valentina Babor mit ihrer Familie ist ein stetiger Gast auf dieser Veranstaltung. Zu den Schirmherren zählten unter Anderen die Politiker Karl-Theodor zu Guttenberg, Gerd Müller, Michael Glos und Edmund Stoiber. Es ist eine Tradition zu Beginn jedes Jahres, die Alfons Goppel einführte und bis heute durch Thomas Goppel, der heute die Münchner Française moderiert, weiter getragen wird. Jedes Jahr gibt es eine Tombola zugunsten der Hilfsprojekte.

### Hoargarten/Weihnachtslesung
Der bayerische Advent, oder auch Hoagarten oder Hoagascht genannt, ist eine traditionell geprägte Veranstaltung. Jährlich wechseln die Künstler und Gastredner. Dank der Unterstützung der katholischen Akademie findet dort jedes Jahr die Weihnachtslesung statt. Es ist ein Abend, bei dem das Augenmerk auf der Pflege von bayerischer Tradition und Gastlichkeit liegt. Zu den Gästen zählten unter Anderen Conny Glogger, Alex Dorow und Georg Ried. Im Anschluss an die Vorführung erfolgt ein Austausch zwischen den Paten.

### Patenelterntreffen
Das „Patenelterntreffen“ ist das alljährliche Zusammenkommen der Paten, Unterstützern und Freunden der Stiftung. Durch Unterstützung des Hotels „Maritim“ ist es der Stiftung möglich, alljährlich alle Pateneltern zu einem Austausch einzuladen. Oft wird zu diesem Anlass von Patenkindern oder Projektleitern ein Bericht vorgetragen oder gemeinsame Erfahrungen ausgetauscht.